# Прядковка
Прядковка (укр. Прядківка), село, 
Резуненковский сельский совет,
Коломакский район,
Харьковская область.
Код КОАТУУ — 6323280610. Население по переписи 2001 года составляет 46 (16/30 м/ж) человек.

## Географическое положение
Село Прядковка находится на расстоянии в 2 км от реки Коломак (левый берег).
На расстоянии в 2 км расположены сёла Резуненково, Крамаровка и Мирошниковка.
В 1 км от села проходит автомобильная дорога E 40 (М-03).

## История
- 1775 — дата основания.